# Зубастики 3
«Зубастики 3» (англ. The Critters 3) — американский фантастический комедийный фильм ужасов 1991 года, третий фильм из серии «Зубастики», снятый режиссёром Кристин Питерсон.

## Сюжет
В этой серии зубастики, прицепившись на сельской дороге к автомобилю, попадают в многоквартирный дом в Лос-Анджелесе и, прячась в подвале, начинают нападения на жителей. Космический наёмник на этот раз выступает в роли дичи — он прячется от своих преследователей в этом же доме. Обнаружив угрозу, жители дома с переменным успехом пытаются противостоять пришельцам, но части жителей всё же суждено быть съеденными.

## В ролях
- Леонардо Ди Каприо — Джош
- Эйми Брукс — Энни
- Дон Кит Оппер — Чарли Макфэдден
- Джон Кэлвин — Клиффорд
- Нина Аксельрод — Бэтти Бриггз
- Уильям Дэннис Хант — Бриггз
- Джеффри Блэйк — Фрэнк
- Кристиан и Джозеф Казэнс — Джонни
- Терренс Манн — Аг
- Хосе Луис Валенсуела — Марио
- Дайан Бэллами — Розали
- Кэтрин Кортес — Марша
- Фрэнсис Бэй — Миссис Мэнгерс
- Билл Хакерт — Мистер Мэнгерс

## Критика
В отличие от первых двух частей, третья, а также последующие приложения, не выпускались в широкий прокат, а были сразу направлены на домашний просмотр. Несмотря на то, что даже самые чуткие критики пытаются подчеркнуть в фильме хоть что-то, заслуживающее похвалы, консенсус неумолим. Веб-сайт агрегатор рецензий Rotten Tomatoes дает фильму рейтинг одобрения 0% на основе отзывов семи критиков со средней оценкой зрителей в 23 балла из 100. А сам ди Каприо называет его «худшим фильмом всех времён».